# Linda Haglund
Pour les articles homonymes, voir Haglund.
Linda Haglund (née le 15 juin 1956 à Enskede-Årsta-Vantör (Stockholm) et morte le  21 novembre 2015 à Stockholm) est une ancienne athlète suédoise spécialiste du sprint. Championne d'Europe en salle en 1976 sur 60 mètres, elle a aussi à son palmarès trois médailles continentales d'argent en salle et une en plein air ; en 1980, elle échoue à la quatrième place sur 100 mètres aux Jeux olympiques d'été de Moscou.

## Palmarès
| Date | Compétition                    | Lieu         | Résultat | Épreuve   | Performance |
| ---- | ------------------------------ | ------------ | -------- | --------- | ----------- |
| 1976 | Championnats d'Europe en salle | Munich       | 1re      | 60 m      | 7 s 24      |
| 1978 | Championnats d'Europe en salle | Milan        | 2e       | 60 m      | 7 s 18      |
| 1978 | Championnats d'Europe          | Prague       | 2e       | 100 m     | 11 s 29     |
| 1979 | Coupe du monde des nations     | Montréal     | 1re      | 4 x 100 m | 42 s 19     |
| 1980 | Championnats d'Europe en salle | Sindelfingen | 2e       | 60 m      | 7 s 14      |
| 1980 | Jeux olympiques d'été          | Moscou       | 4e       | 100 m     | 11 s 16     |
| 1980 | Jeux olympiques d'été          | Moscou       | 8e       | 4 x 100 m | DNF         |
| 1981 | Championnats d'Europe en salle | Grenoble     | 2e       | 50 m      | 6 s 17      |

### Records
| Épreuve    | Performance | Lieu     | Date             |
| ---------- | ----------- | -------- | ---------------- |
| 50 mètres  | 6 s 62      | Grenoble | 12 mars 1972     |
| 60 mètres  | 7 s 13      | Milan    | 12 mars 1978     |
| 100 mètres | 11 s 16     | Moscou   | 26 juillet 1980  |
| 200 mètres | 22 s 82     | Sittard  | 1er juillet 1979 |